# Giuseppe Vitagliano
Giuseppe Vitagliano (Pietrabbondante, 1917 – ...) è stato un politico italiano.

## Biografia
Nato a Pietrabbondante nel 1917, svolse la professione di dirigente e ispettore scolastico, e fu direttore didattico a Carpinone. Nel 1949 aderì alla Democrazia Cristiana e prese parte alla vita politica e amministrativa nel Molise, ricoprendo anche il ruolo di assessore nell'allora provincia del Molise.
Fu il primo presidente della neocostituita Provincia di Isernia, eletto il 30 luglio 1970, e si distinse quale organizzatore degli uffici dell'ente e per alcuni interventi infrastrutturali in provincia, tra i quali la costruzione della strada statale 650 di Fondo Valle Trigno. Si ritirò dalla vita pubblica dopo la sua esperienza di presidente nel settembre 1975.